# Diego Vasallo
Diego Vasallo Barruso (San Sebastián, 2 de abril de 1966) es un intérprete, compositor y letrista pop español. A lo largo de los años, ha ido explorando diferentes estilos (tecno, rock, bossa nova o música jazz). Además, es pintor y aficionado a dibujar cómics.

## Carrera musical

### Etapa con Duncan Dhu
Dio sus primeros pasos en un grupo de pop llamado Los Dalton, en el que tocaba junto a Juan Ramón Viles, quien más tarde se incorporaría a Duncan Dhu como batería. En 1984 conoció a Mikel Erentxun, con el que pronto conectó. Así, tras el abandono del cantante del grupo Los Dalton, y ante la propuesta de Mikel de formar un grupo, Diego aceptó comenzar una nueva andadura musical, que a la postre sería la definitiva. Buscaron un nombre y Mikel propuso Duncan Dhu. 
En agosto de 1984 comienzan a grabar algunas maquetas con canciones de un estilo cercano al rockabilly, y ofrecen sus primeras actuaciones en directo por los bares de San Sebastián. En el programa de radio Nuevas factorías Duncan Dhu graba su primera maqueta, con la que Diego viaja a Madrid con Mikel a entregarla a las discográficas. Finalmente, y tras pasar por varias, les aceptan en la compañía independiente llamada GASA (creada por los miembros del grupo Esclarecidos) que les incluyen en un disco de jóvenes promesas llamado La única alternativa, en el que Duncan Dhu incluye 2 canciones. El 1 de febrero de 1985 firman su primer contrato discográfico, y se publica su álbum debut, llamado Por tierras escocesas. Con Duncan Dhu ha publicado -hasta enero de 2017 - 12 discos.

### Etapa con Cabaret Pop
Su carrera en solitario comenzó en febrero de 1991, cuando editó el primer álbum de Cabaret Pop, nombre tras el que se ocultó inicialmente Diego Vasallo. Este disco homónimo desconcertó a los fanes de Duncan Dhu, ya que su estilo poco tenía que ver con lo que hasta entonces había hecho. En efecto, Cabaret Pop era un disco bailable, con toques funk, tecno y música negra, un disco nocturno en el que la voz de Diego cantaba letras ácidas y urbanas. No obstante, al poco tiempo de editarse este disco, Vasallo regresó a la actualidad musical con Duncan Dhu y su álbum Supernova, lo que le obligó a interrumpir la promoción de aquel primer trabajo.

#### Realidad Virtual de Rock'n'roll
En 1992, Cabaret Pop presenta el disco Realidad Virtual de Rock'n'roll. Sale en un momento en que Mikel y Diego han decidido aparcar Duncan Dhu durante un año, a fin de poder centrarse en sus carreras en solitario (aunque pretenden seguir componiendo juntos para un futuro disco del dúo). En este disco, Diego se puso en manos del productor Jesús N. Gómez. Contó también con la ayuda de Luis Lozano. Durante un mes estuvieron en Doublewtronics para la grabación del disco. Luis Miguélez se encargó de las guitarras y Edith Salazar —quien ha trabajado con Miguel Bosé y ha cobrado popularidad por su participación en el programa Operación Triunfo— se encargó de los coros y voces en la más pura tradición soul. El sonido de este disco supone un giro radical con respecto al anterior: un sonido muy influenciado por los 70, el soul, o el rock más guitarrero... todo ello según la perspectiva de Diego. Entre los temas, destacan baladas como En el peine de los vientos, Rastros de ti o Amiga carnal y temas funky como Nada más que rock'n'roll. No obstante, el tema que se ha convertido ya en un clásico es Juegos de amor.

#### Diego Vasallo y el Cabaret Pop
En 1995, Diego decide pasar a primer plano: ya no forma Cabaret Pop, ahora es Diego Vasallo y el Cabaret Pop. Este cambio queda reflejado en la edición de un disco homónimo y que corre al 100% a su cargo. Diego estuvo componiendo nuevos temas en la recta final de la gira de Duncan Dhu (agosto de 1994) y acabando la labor de composición y arreglos a principios de marzo de 1995.
Entonces, el disco se elabora entre varios estudios: enmaqueta los temas en los estudios Box, trabaja en el estudio de grabación El Cortijo bajo la supervisión de Tony Taverner, se terminan las grabaciones en los estudios Master Rock y el mastering se hace en el estudio Metrópolis por Tim Young. Las tomas las hacen músicos elegidos por Diego: Pedro Barceló (batería), Marcelo Fuentes (bajo), Luis Lozano (hammond), Joserra Senperena (pianos Rhodes) y Juan Luis Giménez (guitarras).
El resultado fueron unos 20 temas con una línea musical que rompe con la de trabajos anteriores. El disco suena a pop con aires soul de los años 60 y 70. Destacan temas como Miramar, Verano, Poemas Rotos o como Polaroids, que fue el primer sencillo.

### Carrera en solitario

#### Criaturas
En 1997 Diego da otro giro radical: edita su cuarto trabajo, llamado Criaturas, pero esta vez, lo presenta como solista, dejando atrás el Cabaret Pop.
El disco fue grabado en los estudios Du Manoir de León (Francia) y mezclado en los estudios Sintonía de Madrid en los meses de octubre y noviembre de 1996. En este disco Diego contó con la ayuda del ingeniero inglés Barry Sage para dirigir toda la grabación y mezclas del mismo. 
El diseño de carpeta del disco está compuesto en su totalidad por dibujos del propio Diego Vasallo.
En este disco, Diego escogió a amigos para colaborar con él, como Carlos Subijana (bajista del grupo Los Agaros), Cristina Lliso (Esclarecidos) o Carlos Escribano (Los Ojos de Carmen), además de músicos que le han acompañado en discos anteriores como Luis Lozano, Joserra Semperena, Marcelo Fuentes o Michel Longaron.
El resultado es un disco fácil de escuchar, muy acústico, con una producción austera y sin complicaciones.

#### Canciones de amor desafinado
En 2000 Diego regresa con una de sus obras más valoradas por público, crítica e incluso otros artistas: Canciones de amor desafinado. Es su quinto trabajo. Grabado en Madrid (producido por el genial Suso Saiz y grabado por José María Rosillo) cuenta con 11 temas íntimos y sosegados. Este disco fue grabado en el mes de junio de 2000 y cuenta con la colaboración de Joxan Goikoetxea al acordeón, Javier Álvarez, Luis Eduardo Aute y el propio Suso Saiz en las guitarras.

#### Cuaderno de Pétalos de Elefante
Tras su Crepúsculo con Duncan Dhu, Diego edita Cuaderno de Pétalos de Elefante en 2003, trabajo presentado bajo el nombre de Diego Vasallo & Suso Saiz y realizado para el sello El Europeo. En formato libro-disco, sus páginas recogen los dibujos y poemas que Diego ha ido realizando durante estos últimos años, y el disco aúna las cualidades de ambos músicos en 15 temas de composición propia, donde los poemas son acompañados por la música de Diego Vasallo y Suso Saiz.
En este proyecto común de Diego (voz, dibujos y textos) y Suso (guitarras, bajo, hipnotics, pulsos, sintetizador y voces) participan también los músicos Joserra Semperena (piano), David Gwynn (guitarras, bajo y pulsos), Ana Laan (voces) y Mathew Simon (trompeta y flugelhorn). La grabación tuvo lugar a finales de junio en los estudios Track de Madrid. Fue grabado, mezclado y masterizado por José Mª Rosillo y producido por los mismos Suso Saiz y Diego Vasallo.
Los discos de Diego cada vez son más nocturnos y oscuros. En éste, destacan temas como Donde duermen (los caballos salvajes), Todo lo que nadie quiere y Sombras. Se trata de un disco intimista e innovador en la carrera del artista. 

#### Los abismos cotidianos
En abril de 2005 Diego presenta Los abismos cotidianos. Son malos tiempos para la industria de la música, pero Diego no pretende que sus discos sean comerciales o tengan gran repercusión, expresa lo que quiere.
En este disco cuenta de nuevo Diego Vasallo con Suso Saiz en el rol de productor. También tiene colaboraciones como la de Leonor Watling (Marlango) o Christina Rosenvinge, ambas en el papel de ecos susurrantes en las canciones. Canciones propias y alguna versión.
A finales de octubre de 2006, Diego edita dos novedades a la par: Las huellas borradas y La máquina del Mundo.
Las huellas borradas se trata de un recopilatorio que recoge los mejores temas de Criaturas, Canciones de amor desafinado y Los abismos cotidianos, con algún material nuevo y una colaboración con Quique González.
La Máquina del Mundo es un disco-libro basado en textos del escritor y poeta Roger Wolfe, con la colaboración de Suso Sáiz y Joserra Senperena.

#### Canciones en ruinas
En noviembre de 2010, se publica Canciones en ruinas, grabado íntegramente en el Teatre de Fornells (Menorca). La grabación se realizó durante el mes de febrero y duró ocho días. Posteriormente, se hicieron las mezclas en Madrid, en el estudio de Guillermo Quero. La obra fue producida por un habitual en la carrera de Diego: Suso Saiz. Los únicos músicos que formaron parte de este proyecto fueron el propio Suso Saiz, Diego Galaz y Joserra Senperena. 
Este nuevo trabajo seguía la línea marcada por trabajos anteriores, no suponiendo un disco de ruptura. En esta ocasión, el artista donostiarra trabajó con poca instrumentación y con arreglos muy sencillos, con la intención de dar más importancia a la voz y a sus letras. Contenía ocho canciones minimalistas y una versión de una balada de The Smiths.
En la primavera de 2011 vuelve a los escenarios para presentar este trabajo después de un largo periodo sin actuar en público. La primera formación que le acompaña tan solo cuenta con una guitarra clásica (Ángel Unzu) y un acordeón (Txus Aramburu). 
A partir de 2012, comienza a actuar de nuevo en pequeños clubes, esta vez acompañado por Contacto en Francia (banda de pop-rock liderada por Fernando Astone).

#### Baladas para un autorretrato
En octubre de 2016, presenta nuevo disco con ocho canciones basadas en el rock primitivo de Elvis y siguiendo los pasos de Tom Waits. Sonido arenoso, oscuro y nocturno, en el que destacan las letras elaboradas de Vasallo con versos que oscilan de la tristeza a la esperanza.

#### Sesiones de Moon River, vol.1
En 2019 edita un disco en directo en edición limitada de 300 vinilos. El disco se grabó durante una sesión ante cincuenta personas en octubre de 2017 en los estudios Moon River de Santander. En esta grabación se registraron once de las canciones habituales en la gira de Baladas para un autorretrato, aunque finalmente sólo ocho forman parte del disco. La banda de esta sesión fue la habitual en la gira: Fernando Macaya (guitarra eléctrica), Goyo Chiquito (contrabajo), Toño L. Baños (batería) y Pablo Fernández (piano y ukelele).

#### Las Rutas Desiertas
Es el año 2020 "las rutas desiertas", once composiciones, mensajes en botellas flotando a la deriva. La voz Rota de Diego Vasallo susurra las letras de sus canciones creando un universo mágico e irrepetible; el universo, Vasallo. La propuesta musical es intimista, embaucadora y casi mágica, con una banda perfectamente engrasada que se mueve entre diferentes estilos como el rock, country folk o el blues. Como anécdota este disco se editó días antes de comenzar la pandemia, por lo que su presentación en directo fue escasa.

#### Caemos como cae un ángel
“Caemos como cae un ángel” editado en 2022 desarrolla y perfecciona las virtudes desplegadas en sus dos obras anteriores: instrumentación cruda y austera, melodías vestidas con sutiles ropajes eléctricos y protagonismo absoluto de la voz. Musicalmente, las canciones siguen bebiendo de las fuentes que mejor han calmado la sed de su autor en los últimos años:
el blues antiguo, el country, el folk, el rock más primitivo, el soul, el jazz, hace una gira de concierto perfectos junto a Fer García a la guitarra…

#### Malo ni bueno
En octubre de 2023, lanza "malo ni bueno", un EP de cinco canciones largas, con textos que avanzan y no se detienen, arrastrando consigo toda la carga de ignorancia, incertidumbre, culpa y anhelo que el paso de los años nos dejan, como esos objetos inservibles que guardamos en un viejo cajón de la cocina.
Texturas nebulosas y cadencias eléctricas sostienen unos paisajes sonoros que apuntan hacia los márgenes, intentando salir de los cauces más estrechos de las aguas del rock, para, a veces, enseñar los dientes, y otras dejarse mecer por oscuras mareas de un lirismo roto, encharcado, ambiguo. Como mirar hacia atrás con las gafas sucias.
Canciones perdidas, apropiadas para soltarlas como cometas una noche de tormenta.
De venta y escucha exclusiva a través de la plataforma de Bandcamp.

## Discografía
- Cabaret Pop, con Cabaret Pop (1991)
- Realidad Virtual del Rock N Roll, con Cabaret Pop (1992)
- Diego Vasallo y el Cabaret Pop, con Cabaret Pop (1995)
- Criaturas (1997)
- Canciones de amor desafinado (2000)
- Cuaderno de pétalos de elefante (2002)
- Los abismos cotidianos (2005)
- Las huellas borradas (2006)
- La máquina del mundo (2006)
- Canciones en ruinas (2010)
- Baladas para un autorretrato (2016)
- Sesiones de Moon River, vol.1 (2019)
- Las rutas desiertas (2020)
- Caemos como cae un ángel (2022)
- Malo ni bueno (2023)

## Colaboraciones
En 2009 Colabora en el Disco de Juan Ramón Viles titulado  En buena compañía
En 2018 colabora con Crudezas en la canción "Tesoros de pobreza" en el disco titulado "17 segundos en Manhattan" (2018)
2023 Produce junto a Fer García al grupo The Byrons (Juan Ramón Viles) y hace segunda voces en algunas de las canciones.

## Pintura
Diego ha presentado las siguientes exposiciones individuales entre 2002 y 2007 en varias galerías de España: "Suite de Invierno 2007", "Escritos negros", "Obra sobre papel" y "Diario de un poema"... 
También, ha participado en diversas exposiciones colectivas entre 1999 y 2010.

### Exposiciones individuales
- 2009: Galería Arteko. San Sebastián.
- 2008: Exposición permanente Galería www.1arte.com.
- 2007: AB Galeria d'Art Granollers (Barcelona) de octubre a diciembre.
- 2007: La Agradecida, Galería de arte (Barcelona). Suit de invierno. Marzo 2007.
- 2005: AB Galeria d'Art Granollers (Barcelona).
- 2004: Articuario. San Sebastián.
- 2003: Obra sobre papel. Galería 1arte.com. Madrid. / Pintura. Galería Eude, Barcelona. / "Escritos negros", Galería Drum. San Sebastián. Guipúzcoa.
- 2002: "Diario de un Poema", Galería Arteko, San Sebastián. Guipúzcoa.

### Exposiciones colectivas
2006. Pasajes de San Pedro. (Guipúzcoa) " DOCE CM " Sala de Exposiciones Casa Ciriza
2004. Colección Testimonio. 03/04. Fundación la Caixa.Sala de Exposiciones, Plaza Conde de Rodezno. Pamplona. 
2003."10 X 10", Estudioarte, Casa del Este. Donostia San Sebastián. / "Los colores de la música", Artemetro. Madrid. / "Multi espais-19", Galería AB. Granollers. / "Mercadillo de Navidad", Galería Arteko. San Sebastián.
2002. "Caballos en el hipódromo", Galería Arteko, Donostia-San Sebastián (Guipúzcoa). / Victor Hugo Etxea, Pasajes de San Juan. / "Solsticio de invierno", Estudioarte.Casa del Este, Donostia-San Sebastián (Guipúzcoa). / "El arte está de moda", Galería Arteko. Donostia-San Sebastián (Guipúzcoa). / "Navidad", Galería Arteko, San Sebastián (Guipúzcoa). 
2001. Galería Gaspar, Rentería (Guipúzcoa). / Tres ediciones en "Exposición doce cm.", Casa de la Cultura, Pasajes de San Pedro (Guipúzcoa).
2000. "De la casa del guarda a la casa de Víctor Hugo", Víctor Hugo Etxea, Pasajes de San Juan (Guipúzcoa).
1999. Diego Vasallo y Carlos Inda."De la música al dibujo / del dibujo a la música". Víctor Hugo Etxea, Pasajes de San Juan (Guipúzcoa).
En octubre de 2011, la editorial Huacanamo publica Canciones que no fueron, primer libro de poemas e ilustraciones de Vasallo. Reúne poemas que el artista ha ido escribiendo desde 2004 y 33 ilustraciones realizadas durante los dos últimos años. 
Con motivo del lanzamiento del libro, Arteko expondrá, desde el 29 de diciembre, las ilustraciones originales en su galería y la nueva producción pictórica del artista donostiarra. La exposición durará hasta mediados del mes de febrero.